# Symphytum savvalense
Symphytum savvalense är en strävbladig växtart som beskrevs av Arto Kurtto. Symphytum savvalense ingår i släktet vallörter, och familjen strävbladiga växter. Inga underarter finns listade i Catalogue of Life.